# Tim Conway
Tim Conway (anglès: Thomas Daniel Conway)  (Willoughby, 15 de desembre de 1933 - Los Angeles, 14 de maig de 2019) fou un actor estatunidenc, més conegut pel seu paper d'inepte aspirant militar Charles Parker en la comèdia de situació McHale's Navy i com coprotagonista al programa de varietats The Carol Burnett Show a més de donar la veu al personatge Barnacle Boy dels dibuixos animats Bob Esponja.
Va guanyar diversos premis Emmy.

## Biografia
Toma Daniel Conway va nàixer a Willoughby, Ohio el 15 de desembre de 1933. La seva mare era romanesa. Va ser educat a Chagrin Falls, Ohio. Conway va anar a la Bowling Green State University. Conway va estar casat dues vegades. El primer matrimoni amb Mary Anne Dalton el 1961.

## Vida personal
Conway i Dalton va tenir sis fills. Un d'ells és amfitrió radiofònic Tim Conway, Jr.. Conway i Dalton es van divorciar el 1978. El segon matrimoni  de Conway va ser el 1984 a Charlene Fusco. Conway i Ernest Borgnine van ser bons amics fins a la mort de Borgnine el 2012.
Va morir el 14 de maig de 2019 per complicacions en la hidrocefàlia crònica de l'adult que patia.

## Filmografia

### com a actor
- 1961: The New Steve Allen Show (sèrie TV): Regular
- 1962: "McHale's Navy" (sèrie TV): Ensign Charles Parker (1962-1966)
- 1964: McHale's Navy: Ens. Charles Parker
- 1965: McHale's Navy Joins the Aire Força: Tinent  Charles Parker
- 1967: Rango (sèrie TV): Rango
- 1970: The Tim Conway Show (sèrie TV): Spud Barrett
- 1970: The Tim Conway Comedy Hour (sèrie TV)
- 1973: The World's Greatest Athlete: Milo Jackson
- 1974: The Boys (TV): Eddie Ryan
- 1974: Roll, Freddy, Roll!  (TV): Freddy Danton
- 1975: The Apple Dumpling Gang de Jack M. Bickham: Pistoler Amos Tucker
- 1967: The Carol Burnett Show (sèrie TV): diversos personatges (1975-1978)
- 1976: Gus: Crankcase
- 1976: The Shaggy D.A.: Tim
- 1977: The Billion Dollar Hobo: Vernon Praiseworthy
- 1977: The John Davidson Christmas Special (TV)
- 1978: They Went That-HA-Way & That-HA-Way: Dewey
- 1979: The Apple Dumpling Gang Rides Again: Amos Tucker
- 1979: Carol Burnett & Company (sèrie TV): Various
- 1979: The Prize Fighter: Bags
- 1980: The Tim Conway Show (sèrie TV)
- 1981: The Private Eyes: Dr. Tart
- 1983: Ace Crawford, Private Eye (sèrie TV): Ace Crawford (1983)
- 1984: Els bojos del Cannonball 2 (Cannonball Run II): oficial CHP
- 1986: The Twelfth Annual People's Choice Awards (TV): Presentador
- 1986: The Longshot: Dooley
- 1986: The Flintstones' 25th Anniversary Celebration (TV): Co-Host
- 1987: Dorf on Golf (vídeo): Dorf
- 1987: Dorf's Golf Bible (vídeo): Dorf
- 1988: Dorf and the First Games of Mount Olympus (vídeo): Dorf
- 1990: Dorf Goes Auto Racing (vídeo): Duessel Dorf
- 1993: Dorf Goes Fishing (vídeo): Dorf / Cave Man (Grunt) / Cooking Show Host
- 1996: Dorf on the Diamond (vídeo): Dorf
- 1996: Ellen's Energy Adventure: Albert Einstein
- 1996: Dear God: Herman Dooly
- 1997: Speed 2: Cruise Control: Mr. Kenter
- 1998: Aire Bud: Golden Receiver: Fred Davis
- 1999: O' Christmas Tree (vídeo): Squirrel
- 1999-?: Bob esponja: Bernard el hermite (veu)
- 2000: View from the Swing: Henry Whitaker
- 2003: Hermie: A Common Caterpillar (TV): Hermie
- 2003: On the Spot (sèrie TV): Mr. Henderson
- 2004: Rainbow Valley Fire Department (vídeo)
- 2004: Hermie & Friends (TV): Hermie
- 2004: Hermie & Friends: Flo the Lyin' Fly (vídeo): Hermie (veu)
- 2004: Hermie & Friends: Webster the Scaredy Spider (vídeo): Hermie (veu)
- 2005: Hermie & Friends: Buzby, the Misbehaving Bee (vídeo): Hermie (veu)
- 2005: Hermie & Friends: A Fruitcake Christmas (vídeo): Hermie (veu)
- 2006: Hermie & Friends: Stanley the Stinkbug Goes to Camp (vídeo): Hermie (veu)

### com a guionista
- 1977: The Billion Dollar Hobo
- 1978: They Went That-HA-Way & That-A-Way
- 1979: The Prize Fighter
- 1981: The Private Eyes
- 1986: The Longshot
- 1987: Dorf on Golf (vídeo)
- 1993: Dorf Goes Fishing (vídeo)
- 1993: The Carol Burnett Show: A Reunion (TV)

## Premis i nominacions

### Premis
- 1973: Primetime Emmy al millor actor secundari musical o de varietats per The Carol Burnett Show
- 1976: Globus d'Or al millor actor secundari de televisió per The Carol Burnett Show
- 1976: Primetime Emmy al millor actor secundari musical o de varietats per The Carol Burnett Show
- 1978: Primetime Emmy al millor actor secundari musical o de varietats per The Carol Burnett Show
- 1978: Primetime Emmy al millor guió musical o de varietats per The Carol Burnett Show
- 1996: Primetime Emmy al millor actor convidat en sèrie còmica per Coach
- 2008: Primetime Emmy al millor actor convidat en sèrie còmica per 30 Rock

### Nominacions
- 1963: Primetime Emmy al millor actor secundari per McHale's Navy
- 1974: Primetime Emmy al millor actor secundari musical o de varietats per The Carol Burnett Show
- 1975: Primetime Emmy al millor actor secundari musical o de varietats per The Carol Burnett Show
- 1976: Primetime Emmy al millor actor secundari musical o de varietats per The Carol Burnett Show
- 1977: Globus d'Or al millor actor secundari de televisió per The Carol Burnett Show
- 1977: Primetime Emmy al millor guió musical o de varietats per The Carol Burnett Show
- 1980: Primetime Emmy al millor guió musical o de varietats per Carol Burnett & Company